# Carlo Peretti
Carlo Peretti, född 5 mars 1930 i Florens, död 1 juni 2018, var  en italiensk vattenpolospelare. Han representerade Italien vid olympiska sommarspelen 1952 i Helsingfors. Peretti spelade fem matcher i den olympiska vattenpoloturneringen 1952. Italiensk seriesegrare var han fyra gånger, 1948 med Rari Nantes Florentia, 1953 och 1955 med Camogli samt 1956 med Lazio.